# Емія Шіро
Емія Шіро (яп. 衛宮士郎) — центральний чоловічий персонаж всесвіту Fate, головний герой однойменної манги (2006), візуального роману (2004) та аніме-серіалу (2006) Fate/stay night компанії Type-Moon, Fate/stay night: Unlimited Blade Works (2014), другорядний — у пріквелі Fate/Zero, Майстер Сейбер у П'ятій Війні Святого Грааля. Також з'являється в багатьох аніме та манга версіях світу Fate/stay night, у фільмі Безмежний світ мечів, грі Fate/unlimited codes, Fate/tiger colosseum, аніме Carnival Phantasm, в додзінсі та коміксах.
Він чесний і добрий підліток, який завжди любить допомагати іншим і прагне стати «захисником справедливості».
В оригінальному сценарії Кіноко Насу Fate/stay night Сейбер і Шіро спочатку були гендерно іншими. Дівчина Аяка Садзьо була оригінальним головним героєм, а Сейбер чоловічої статі, поки Такасі Такеучі не переконав Насу змінити концепцію, але залишити основну тему незмінною.
Насу описує персонаж Шіро, як заснований на романах, написаних після 90-х років, де головний герой страждає від спроб прийти до консенсусу зі своїми проблемами в своїх вузьких перспективах.

## Історія
За десять років до початку подій Fate/stay night Шіро був звичайним хлопчиком, який жив з батьками в Сінто. Через велику пожежу, викликану бажанням Котоміне в кінці Четвертої Війни, загинули його батьки. Він ледве і сам не загинув, але його знайшов Емія Кіріцугу. Розчарований наслідками війни і, бажаючи спокутувати свої гріхи, Кіріцугу врятував життя хлопчика, вклавши Авалон в його тіло. Пізніше він запитав видужалого Шіро, хотів би той стати його прийомним сином, розкривши при цьому, що він маг. Шіро погодився і провів наступні два роки, наполегливо просячи Кіріцугу навчити його магічному ремеслу. Кіріцугу погодився, і, хоча він не схвалював бажання прийомного сина, порадив застосовувати магію в таємниці, щоб не викликати підозр і тільки на користь людям. Магічні знання, які він передав Шіро, були найбазовішими і неповними, через що використовувати магію для Шіро стало небезпечно, з сумнівним результатом у підсумку. Крім того, ненавмисно Кіріцугу передав Шіро своє бажання стати Захисником Справедливості.
За п'ять років до П'ятої Війни Святого Грааля Кіріцугу помер, залишивши розчарованого Шіро в депресії і самотності. Він перебував під опікою Фудзімури Тайги, вчительки англійської мови й одночасно сусідки. Витрати на проживання взяв на себе дід Тайги, Фудзімура Райга. Пізніше Шіро пішов в середню школу, де, приблизно в жовтні, на другому році навчання зустрівся з Мато Шінджі.
Після початку навчання в школі Хомурахара він зустрівся з Рюдо Іссеєм і став відомий як людина, готова зробити все, щоб допомогти іншим, наприклад, полагодити шкільне обладнання. Пізніше вступив в клуб стрільби з лука, що призвело до натягнутих відносин з Шінджі. За весь час навчання в клубі він промахнувся тільки один раз, але навіть тоді сказав, що промахнувся, бо «знав», що буде промах, ще до того, як випустив стрілу. Влітку, на першому році навчання, покинув клуб через перелом в правому плечі, отриманого під час роботи на півставки. У самій рані не було нічого серйозного, але цей перелом залишив на шкірі слід від опіку. Шінджі зазначив, що ця мітка виглядає непривабливо, і робити фотозйомки з нею не можна. В остаточному підсумку його відносини з Шінджі покращилися, але деяка напруженість залишилася, особливо це проявляється в поганому поводженні Шінджі зі своєю сестрою, Сакурою. Шіро зблизився з Сакурою, коли через його перелом вона почала часто відвідувати його будинок і допомагати йому готувати і прибирати. Однак, навіть після одужання, Сакура продовжувала приходити до нього додому як член своєрідної імпровізованої сім'ї.

## Характер
Через психологічну травму, отриманої під час великої пожежі, Шіро відчуває порожнечу всередині. Він вважає несправедливим, що він єдиний, хто залишився в живих, і через це інші люди для нього стали важливіше самого себе. У нього спотворені критерії цінності, його самооцінка ґрунтується на безоплатній допомозі людям. Для нього сам акт допомоги є достатньою нагородою. Якщо іншій людині потрібна допомога, і якщо при цьому можна отримати травму і навіть пожертвувати своїм життям, Шіро може без роздумів зробить це. Люди, які бачать цю сторону його особистості, часто стурбовані цим і намагаються виправити його поняття пріоритетів, але вони не можуть змінити його точку зору. Кіріцугу часто говорив, як він прагнув захистити невинних від небезпек цього світу, навіть ціною своєї людяності. І він був украй розчарований тим фактом, що кожен раз, коли він був в змозі врятувати одне життя, інша людина повинна була померти. І хоча Кіріцугу мучила його нездатність врятувати абсолютно всіх, Шіро завжди захоплювався його зусиллями. Перед смертю Кіріцугу Шіро обіцяв йому стати «Захисником Справедливості» замість Кіріцугу і прагнути захистити всіх, навіть ціною власного життя. Його мрія — стати Захисником Справедливості, тим, хто готовий рятувати всіх, незалежно від обставин.
Під час гілки Fate ідеали Шіро ґрунтуються на ідеалах Кіріцугу. Він постійно намагається захистити Сейбер і утримати її від битв з іншими Слугами, а спочатку навіть хотів битися замість неї, незважаючи на те, що вона у багато разів сильніша, ніж він. Це тому, що він не може прийняти думку, що хтось інший бореться заради нього. Він не зраджує своїм ідеалам протягом усього сценарію Fate і, внаслідок цього, виявляється безліч разів важко пораненим. В гілці Unlimited Blade Works Шіро весь час конфліктує з Арчером і під час розмов з ним починає бачити лицемірство у своїх ідеалах. І хоча він як і раніше відмовляється відректися від них повністю, він знаходить золоту середину, шлях, в якому він буде прагнути до виконання своїх ідей, навіть незважаючи на те, що він знає про їх недосяжність. У Heaven's Feel він стикається зі своїм найбільшим протиріччям, коли він був змушений вибирати: зберегти життя Сакурі або дотримуватися своїх ідеалів. Він зрікається них заради порятунку Сакури, хоча згодом у нього безліч разів відбувалися внутрішні протиріччя зі своїми ідеалами. Виняток є лише в одній з кінцівок, «Superhero», де він стає таким же рішучим, як і Кіріцугу у розквіті сил, і дозволяє Сакурі померти.
Шіро дуже впертий, якщо має намір зробити щось. Наприклад, він може годинами намагатися виконувати стрибки у висоту, що практично неможливо для нього. Ця риса характеру, є одним з перших факторів, що викликають у Рін і Сакури розвиток почуттів до хлопця.

### Хобі
Шіро професіональний у роботі по дому. Незважаючи на те, що Тайга є його опікуном, зазвичай саме він годує її і самостійно виконує роботу по дому, в той час як вона взагалі нічого не робить. Його сильною стороною є приготування іжі, і він особливо пишається приготуванням японських страв. Коли справа доходить до приготування смачної їжі, він не скупиться на інгредієнти, і витрачає багато часу на те, щоб зробити що-небудь екстравагантне. Він навчив Сакуру приготуванню їжї, і її навички настільки підвищилися, що в підсумку вони починають конкурувати. Шіро однаково любить японський чай, чорний чай і каву, але гарний у приготуванні японського чаю, і він не любить чай уме-конбу (чай з морської капусти з японською сливою «Уме»). Часом він отримує лікер з Копенгагена, але тільки пробує його на смак, оскільки не вживає алкоголю. Серед персонажів Fate Шіро один з найбільш ненаситних їдців, програючи лише Сейбер, Берсеркеру і Лансеру. За його словами, «той, хто не здатний переварити сніданок, поганий як майстер бойових мистецтв». Незважаючи на те, що про витрати піклується Тайга, Шіро не бажає відчувати себе нахлібником, тому з середньої школи бере роботу на півставки, щоб мати можливість платити зі своєї кишені. На роботі в Копенгагені він заробляє 950 ієн на годину, а також отримує гроші на кишенькові витрати від Фудзімури Райги, коли бере участь у його хобі, яке включає боротьбу сумо і полювання.
Шіро погано почуває себе в атмосфері Ігрового Центру. Йому погано вдаються побачення наосліп, хоча вони йому подобаються. Він ніколи не ходив до стоматолога. Його англійська досить погана, а його передбачувана сильна сторона знаходиться в області права і політики. Йому подобається лагодити електроніку, це також допомагає йому практикуватися в Магії. Під час лагодження приладів він може з головою піти в роботу на кілька годин. Через те, що він майже ніколи не відкидає прохання про ремонт техніки або таку роботу, як очищення басейну в школі, у нього багато прізвиськ, таких як «фальшивий двірник школи», «відповідальний за ремонт» і «домовик Хомурахари». Любить медитувати в додзьо в своєму будинку, щоб розслабитися до або після тренування в Магії.

## Роль

### Fate/Zero
Його поява помічена наприкінці історії. Він втратив свою сім'ю в великій пожежі, викликаній Граалем. Емія Кіріцугу відчайдушно намагаючись врятувати хоч когось після знищення Грааля виявляє ледь живого Шіро. Від того, що йому вдалося врятувати хоча б одне життя після своєї помилки, Кіріцугу був у нестямі від радості. Після того, як його врятував Кіріцугу з цього пекла, він усиновив його. Шіро звик називати його «Старий» (яп. 爺さん), а не батько чи тато. У Drama CD Шіро продовжує бачити кошмари. Шіро буде приймати ліки, зроблені Кіріцугу за допомогою магії. Шіро запитує Кіріцугу про навчання магії, але Кіріцугу абсолютно проти цього.
Через п'ять років, у будинку Еміі, дивлячись в нічне небо на зірки, Кіріцугу розповів Шіро про свою мрію стати Захисником Справедливості і як йому не вдалося це зробити. Шіро в захопленні заявляє, що він доб'ється мети Кіріцугу, і це дозволяє Кіріцугу мирно піти на спокій.

### Fate / stay night
Шіро — учень 2-го року навчання старших класів школи Хомурахара. Він не зацікавлений у війні за Святий Грааль і відкидає саму можливість його використання. Тим не менш, разом з Сейбер він має намір виграти Війну Святого Грааля, в надії, що завдяки його зусиллям, лихо, подібно пожежі в Фуюкі та події десять років тому, більше не повториться.
Після Справжньою Кінцівки гілки Unlimited Blade Works він найнявся на неповний робочий день в особняк суперниці Рін, Лувіагеліти Едельфельт.

### Манга
В манзі представлена адаптація візуальної новели, гілок Fate з сумішшю подій з Unlimited Blade Works. Події Fate відбуваються до поразки Райдер. Але замість викрадення Шіро Ілією, поки Сейбер ослаблена, Сейбер вдається відновитися після використання Екскалібура перед нападом Кастер на будинок Еміі. Використовуючи Тайгу заручником, Кастер успішно використовує Руйнівник Правил на Сейбер і робить її своєю Слугою, коли Шіро не зміг прийняти швидке рішення. Коли Рін говорить Шіро, що він більше не Майстер і тепер не має відношення до Війни, Шіро впадає в депресію і вирішуючи що робити далі, заходить у глухий кут.
Відчуваючи пригніченість через втрату і занепокоєння за Сейбер, Широ йде в Церкву для захисту. У Церкві Котоміне говорить Шіро, що його рішення пожертвувати Сейбер було правильним вибором. Почувши таке, розлючений Шіро заявив, що жертва Сейбер була неправильною. Котоміне відповів Шіро, що те, що він сказав і робив було справжньою зрадою. Потім Котоміне розкриває Шіро, що його батько Емія Кіріцугу також був Майстром у Війні Святого Грааля, і що він був переможцем. Шіро був одночасно вражений і переляканий ще більше після того, як розповіли правду. Котоміне говорить Шіро, що Кіріцугу був людиною, яка вбила всіх інших Майстрів і він був причиною першої смерті Котоміне, і все заради того, щоб здобути Грааль. Він намагається змусити Шіро вважати, що Кіріцугу був головною причиною величезної пожежі, яка вбила так багато людей, десять років тому (хоча це тільки половина правди, бо саме Котоміне був тим, хто побажав, щоб все навколо зникло). Шіро починає мати бачення, пов'язані з Сейбер завдяки зміцненню свого ментального зв'язку з нею. Потім Шіро вирішує вийти з укриття і врятувати Сейбер. Котоміне визнає Шіро як істинного сина Кіріцугу і таємно обіцяє покінчити з ним особисто.
Рін і Арчер вирішують зупинити Кастер. В ході бою в той час поки Рін намагається знайти Кудзукі, Кастер тисне Арчера, починаючи відступати, коли той розкриває Unlimited Blade Works. Однак Кудзукі перемагає Рін і зупиняє бій, й Арчер змушений стати Слугою Кастер в обмін на безпеку Рін. Кастер намагається вбити Рін, але Шіро рятує її і забирає в безпечне місце.
Після втрати Арчера Шіро і Рін об'єднуються з Лансером, який прийшов запропонувати допомогу. Разом вони нападають на Кастер і Кудзукі, які влаштувалися в Церкві, і завдають їм поразки. Арчер, весь цей час чекаючи свого шансу вбити Кастер, вбиває і її, і Кузукі, перш ніж звернути увагу на Шіро. Шіро, відчуваючи огиду до Арчера, вимагає відповіді від нього, чому він настільки ненавидить його, Вони були зупинені Рін, якій вдається відговорити Арчера від вбивства Шіро. Замість укладення контракту Рін з Сейбер Шіро вдається знову стати її Майстром, в той час як Рін знову стає Майстром Арчера. Далі історія продовжується по гілці Fate, почуття між Шіро і Сейбер продовжують розвиватися і в нього, і в неї.

### Fate / hollow ataraxia
Події гри відбуваються через півроку після закінчення Fate/stay night, коли Шіро успішно закінчив 3 рік класу С своєї школи.
Шіро виявляється ілюзією, створеною Евенджером, щоб підтримувати життя Базетт, заради виконання її бажання жити. Евенджер копіює образ і особистість Шіро протягом одного дня з чотирьох в часовому циклі, під час якого він не підозрює про своє існування як Евенджера. Так само як і Широ, Евенджер піклується про інших людей, особливо за таємничою дівчиною, Карен Ортензією. Шіро дізнається про існування часового циклу і намагається його розірваати. Основна проблема полягає в тому, що Евенджерові настільки сподобалося жити звичайним життям, як у Широ, що він не бажає його завершення, яке прийде із закінченням петлі. Коли Карен, яка не могла зустрітися з Шіро через загибель, нарешті зустрілася з ним, відкриває йому і Евенджеру, що вони є однією сутністю, і що саме вони є причиною появи і дії часової петлі. На превелике горе Базетт, Евенджер вирішує покласти край цій петлі і повертається в порожнечу Грааля.
Справжній Шіро з'являється тільки в пролозі, під час тієї частини, де Рін розповідає страшилки в Храмі Рюдо і в епілозі, коли він відвідав Базетт, яка запитала його, чи може вона на час залишитися жити в резиденції Емії, де вони вперше зустрілися. Шіро також знає Карен і до подій Fate/hollow ataraxia.

## Здібності
Шіро навчався на мага у свого батька, Еміі Кіріцугу. Однак його не можна вважати офіційно визнаним магом, швидше Шіро можна назвати Заклинателем, тим, хто не визнає звичайні цілі магів. І так як він був усиновлений і не є членом сім'ї Емія, він не може успадкувати від Кіріцугу Магічний Знак, і йому не вистачає вродженого таланту, накопиченого багатьма поколіннями магів, що прагнуть до поліпшення Магічних Ланцюгів. Його навчання було неповним, оскільки у Кіріцугу не було ніякого бажання навчати його всьому необхідному і навіть основам магії, крім деяких речей. Його Виток та елементна Спорідненість — «Меч», але це тому, що всередині нього багато років був Авалон. Через це він не може повноцінно використовувати магію будь-якого з п'яти великих елементів, через відсутність схильності до них, але дозволяє втілювати Unlimited Blade Works і похідні навички: Зміцнення і Проеціювання.

### Магія
Він досить незвичайний маг, який використовує власну версію магії Проєкції. Спочатку Шіро був абсолютно невмілим магом. Він володів тільки можливістю використовувати магію Укріплення та Проєкції з низькою ймовірністю успіху. Зміцнення дозволяє йому аналізувати структурний склад об'єкта і підвищити якість його властивостей, наприклад, роблячи його більш міцним, змінити форму на більш зручну або повернути об'єкт в початковий стан. Також він може використовувати Зміцнення для поліпшення фізичних можливостей свого тіла, таких як зір, дозволяючи йому бачити на відстані близько чотирьох кілометрів. Ще Шіро дуже досвідчений у Магії Розуміння Структури, що дозволяє йому дізнатися структуру і склад об'єктів, як якби він точно знав, як вони влаштовані. Хоча створені об'єкти просто імітують форму, мало знайдеться людей, які зможуть зрозуміти, що вони підробки з першого погляду. Не кожен маг, який проаналізує склад, не зможе розпізнати фальшивку, і навіть той, хто працює з духовними медіумами, зміг би тільки відчути якусь невідповідність.
Пізніше Шіро може використовувати Копіювання, версія Проєкції більш високого рівня, яка повністю копіює все, що стосується створення та історії існування об'єкта. Під час гілки Fate він повільно навчається цьому на уроках магії з Рін і за порадами Арчера: «Якщо ти не можеш перемогти, то просто уяви, що зможе», а в гілці Unlimited Blade Works він вчиться цьому завдяки спілкуванню з Арчером. Він в змозі ефективно створити тільки лише мечі, інші види зброї і броню, але ця здатність дозволяє йому точно відтворити навіть легендарну зброю. Він здатний скопіювати будь-який меч, який бачив, хоча копії Шляхетних Фантазмів завжди будуть на один ранг нижче оригіналу, а на створення броні затрачається кількість прани в три рази більше, ніж при створенні зброї. Він може «побачити» всю історію зброї, що дозволяє йому володіти будь-якою зброєю на такому ж рівні, що і його справжній власник. Для проеціювання він повинен побачити зброю своїми очима, тому навіть креслення меча Зелретча недостатньо для його створення, але побачивши його і Калібурн у спогадах Юстиції Лізріч фон Айнцберн і Сейбер, він зміг повністю скопіювати їх. Якщо зброя складається з матеріалів, які не існують на Землі, наприклад як Еа, він не зможе проаналізувати і відтворити його, хоча він може дізнатися про його справжню природу. Він також цілком здатний створити свої власні, просто зосередивши свій розум на цьому.
Як згодом з'ясувалося, ці здібності і спорідненість Шіро з мечами, є відображенням його Дзеркала Душі, Unlimited Blade Works. Замість того, щоб просто створити свої копії в реальному світі, він насправді створює їх у Дзеркалі Душі, а потім копіює в реальний світ. Це дозволяє йому створювати десятки мечів одночасно і використовувати їх. Шіро не в змозі правильно відкривати і підтримувати Unlimited Blade Works через брак прани, але при правильному контракті з магом, з відповідним рівнем прани, таким як Рін, він зможе використовувати його. Якби він став навчатися цьому в звичайних умовах, на відміну від ситуації в гілці Unlimited Balde Works, де він вчиться цьому у Арчера, йому треба було б вчити десять років, щоб зрозуміти основи своєї здатності і ще десять років, щоб мати можливість використовувати її. Під час використання Unlimited Blade Works витрати прани на створення зброї значно зменшується і швидкість, з якою вони можуть бути створені, також збільшується, що дозволило йому з легкістю розтрощити Гільгамеша і його Браму Вавилона.

### Знання
Базові пізнання Шіро в Магії вкрай малі. З цієї причини він думає, що потрібно створювати новий Магічний Ланцюг, кожен раз, коли йому треба використовувати Магію. Щоб створити новий Ланцюг, він проходить через вкрай небезпечну і хворобливу процедуру, відчуття від якої описуються, ніби в хребет вставили розпечений залізний прут. Під час цієї процедури він постійно знаходиться під ризиком смерті. І хоча його тіло має двадцять сім вроджених Магічних Ланцюгів, він не використовував їх, натомість перетворюючи власні нерви у тимчасові Магічні Ланцюги через своє неправильне навчання. Як тільки його справжні Ланцюги активуються, він відчуває сильний біль і страждання, його нервова система звикає до нового способу вироблення енергії.
У тіло Шіро був імплантований Авалон, який врятував йому життя під час великої пожежі. Це дає йому надзвичайно потужні регенеративні здібності, поки поруч з ним буде Сейбер з прикликаним Екскалібуром, хоча є натяки, що Авалон може деякою мірою підтримувати його і без цього, оскільки він зміг тимчасово вижити, отримавши смертельний удар в серце, нанесений Лансером. Завдяки цьому він неодноразово виживав, отримуючи смертельні поранення, хоча ця особливість працює проти нього, в поганих кінцівках, де його калічили, піддали тортурам і при цьому він виживав, залишаючись у свідомості досить тривалий час. Unlimited Blade Works також захищає Шіро шляхом створення клинків всередині його тіла, зміцнюючи його. Він виявився здатний витримати удар в груди цвяхом Райдер, який відскочив, наче вдарився в металеву пластину, удар, який повинен був пробити живіт, тільки збиває його, і йому вдається врятуватися від знищення тіла атакою Гільгамеша.
Він займається тренуваннями на мечах з Сейбер, хоча це ненабагато підвищує наступальний потенціал. Поки вона вчить його, він не може використовувати її бойовий стиль як основу. Він не може бачити, як саме вона атакує і різниця будови їхніх тіл унеможливлює її копіювання.

## Критика
Джефф Харріс з IGN сказав, що «зростаючі відносини між Шіро і Сейбер у Fate/stay night — найцікавіша сюжетна лінія».
- Під час першого опитування популярності Fate/stay night в 2004 р. Шіро посів 7-е місце.
- У другому опитуванні Fate/stay night в 2006 р. Шіро посів 11-е місце.
- Під час 10-го ювілейного опитування Широ зайняв 12 сходинку.